# Strecke 85
Die Strecke 85 war die Bezeichnung für die geplante und bis 1940 schon im Bau befindlich gewesene Reichsautobahn Eisenach–Meiningen–Bamberg. Ein Teilstück der rund 150 Kilometer langen Trasse wird zwischen Barchfeld und Niederschmalkalden heute von der Bundesstraße 19 genutzt.
Diese Autobahn gehörte bereits 1934 zum Grundnetz der deutschen Reichsautobahn und war ein geplantes Teilstück der kürzesten Fernverbindung von München nach Hamburg, die von München über Nürnberg, Eisenach, Kassel und Hannover nach Hamburg führen sollte.

## Streckenführung

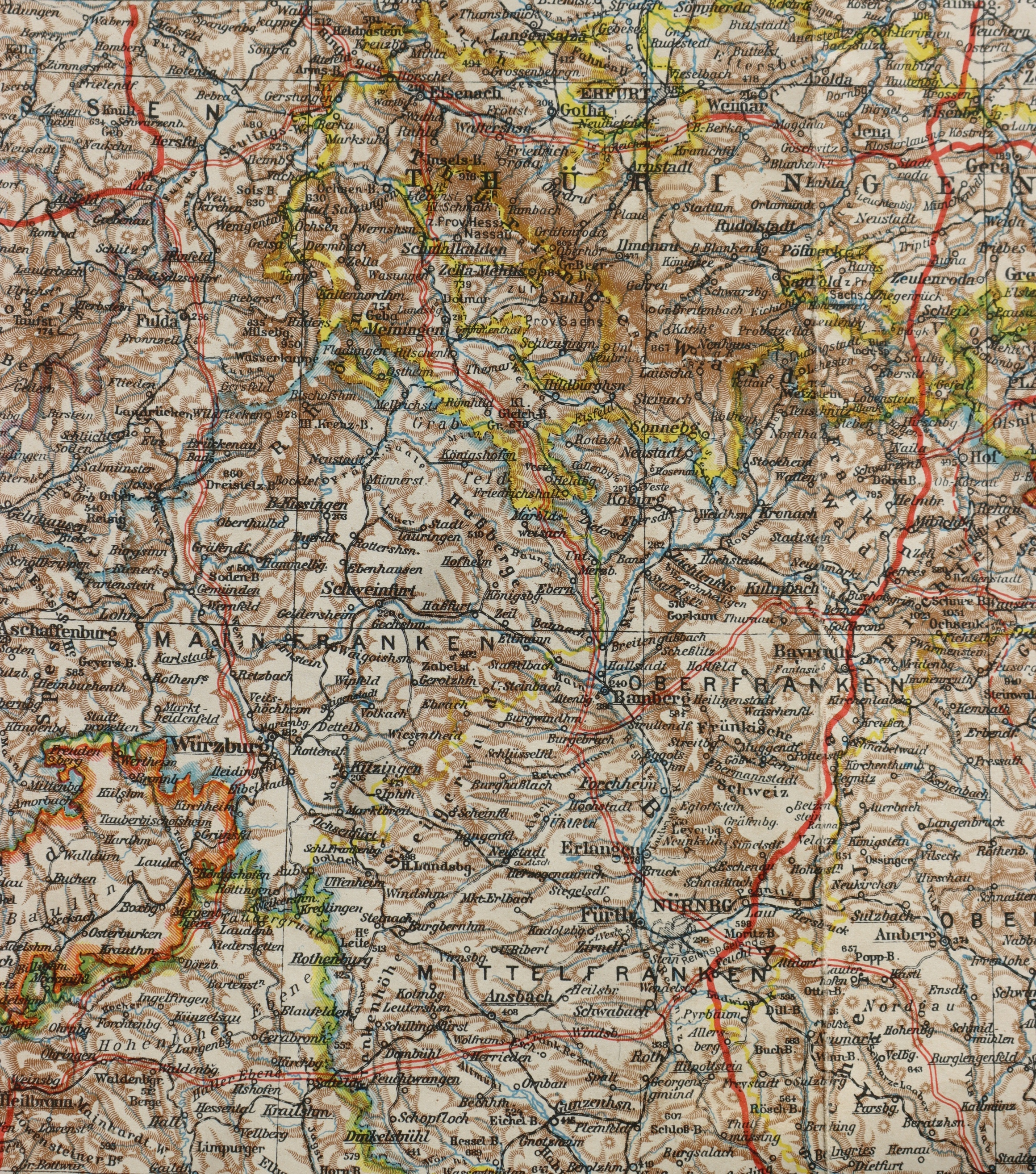
Mitteldeutschland mit den 1938 geplanten Reichsautobahnen

Die Reichsautobahnstrecke 85 sollte durch das gesamte mittlere Werratal, das Grabfeld und die Haßberge führen und dabei neben den ehemaligen Residenzstädten Coburg und Meiningen fast jede Stadt dieser Region an das Autobahnnetz anschließen.
Die Strecke 85 sollte von der Reichsautobahnstrecke 79 (die heutige Bundesautobahn 4 im Abschnitt Eisenach–Erfurt), von deren ursprünglichen Trasse durch die Hörselberge bei Wutha abzweigen (wo auch bauliche Reste der begonnenen, aber unvollendet gebliebenen Kirchtalbrücke lange Zeit zu sehen waren), über den hier noch flachen westlichen Thüringer Wald führen, dann weiter westlich an Ruhla und Bad Liebenstein, östlich an Barchfeld und Breitungen/Werra sowie westlich an der Stadt Schmalkalden vorbeiführen, das Werratal bei Schwallungen überqueren, um schließlich westlich an Meiningen vorbei in das Grabfeld zu führen. Ab hier verläuft die Trasse zwischen Römhild und Hildburghausen in Richtung Coburg, um dann zwischen Bad Rodach und Maroldsweisach nach Süden nach Bamberg abzubiegen und weiter westlich an Bamberg vorbei an die Autobahn Nürnberg–Würzburg anbinden. Bei Burgebrach war ein Autobahnkreuz mit einer geplanten Ost-West-Strecke Würzburg–Bayreuth vorgesehen. Neben den genannten Orten hätten auch Bad Salzungen, Wasungen, Themar und Ebern einen direkten Autobahnanschluss erhalten, die mit Ausnahme von Meiningen und Coburg bis heute keinen direkten Anschluss haben.
Alternativ war ein Abzweig von der heutigen A 4 weiter westlich im Werratal bei Lauchröden geplant.

## Geschichte
Für den Autobahnabschnitt Eisenach–Maroldsweisach war die „Oberste Bauleitung der Reichsautobahnen Kassel“ zuständig. Hier bestand ab 1938 zwischen Eisenach und Meiningen Baurecht und der Autobahnbau war am geplanten Anschluss zur heutigen A 4 bei Wutha, in einem Waldstück zwischen Schweina und Gumpelstadt (Rodungsarbeiten) sowie zwischen den Orten Barchfeld und Niederschmalkalden schon im Gange. Dabei waren eine Brücke an der heutigen A 4, eine rund zehn Kilometer lange Trasse mit allen Unterführungen östlich von Breitungen/Werra, einige Widerlager für kleinere Brücken bei Fambach und die Widerlager für eine größere Brücke über das Tal der Schmalkalde bei Niederschmalkalden nahezu fertiggestellt. Nach dem Beginn des Zweiten Weltkrieges wurden die Arbeiten eingestellt und nach dem Krieg wegen der deutschen Teilung nicht wieder aufgenommen.
Für den Autobahnabschnitt (Meiningen–)Maroldsweisach–Bamberg(–Höchstadt an der Aisch) war die „Oberste Bauleitung der Reichsautobahnen Nürnberg“ zuständig. Bei Höchstadt war der Anschluss an die Autobahn Nürnberg–Würzburg vorgesehen. Hier befand sich die Strecke bei Kriegsbeginn noch in der Planungsphase.

## Heutige Nutzung und Folgeaktionen
Da die Strecke nach der deutschen Teilung auf Grund der Grenzziehung zwischen der Bundesrepublik Deutschland und der Deutschen Demokratischen Republik und des damit verbundenen mangelnden Bedarfes nicht mehr verwirklicht wurde, verlegte man die geplante und parallel verlaufende Strecke 46, die heutige A 7, ab Fulda in Richtung Schweinfurt und östlich an Würzburg vorbei, um den nördlichen unterfränkischen Raum besser erschließen zu können. Ebenso führt die heutige A 70 nun nördlich statt südlich an Bamberg vorbei direkt nach Schweinfurt.

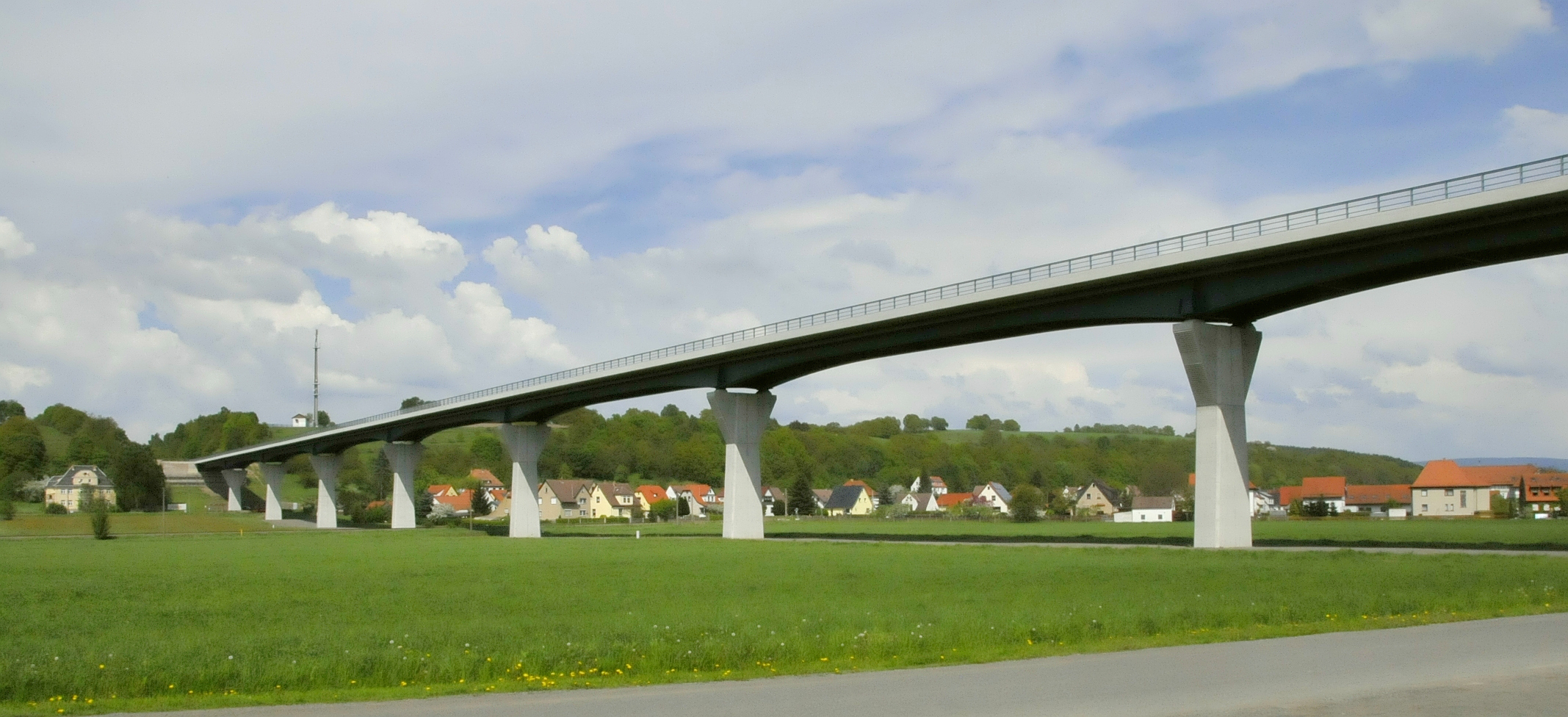
Schmalkaldetalbrücke der B 19; im Hintergrund ist das Widerlager aus der Zeit der Strecke 85 erkennbar (Mai 2013).

Heute übernehmen die Autobahnen 71 und 73 teilweise die Erschließung der Region, durch die die Strecke 85 führen sollte. Die bereits fertiggestellte Trasse zwischen Barchfeld und Fambach wird heute von der Bundesstraße 19 eingenommen, die allerdings wegen ihres derzeitigen zweispurigen Ausbaus nur die Richtungsfahrbahn Eisenach der ehemaligen Strecke 85 nutzt, aber als gleichzeitige Umgehungsstraße für Breitungen dadurch kreuzungsfreie Abfahrten besitzt. Der vierspurige Ausbau befindet sich jedoch bereits in der Planung. Auf der ehemaligen Trasse wurde Ende 2011 die Brücke über das Tal der Schmalkalde zwischen Zwick und Niederschmalkalden zur Aufnahme der B 19 fertiggestellt und die B 19 zwischen Fambach und Niederschmalkalden auf der Trasse der Strecke 85 neu trassiert.
Die anschließende Weiterführung der Reichsautobahn von Eisenach nach Kassel konnte vorerst durch die deutsche Teilung ebenfalls nicht verwirklicht werden, wird aber jetzt mit der Verlängerung der A 44 von Kassel nach Eisenach, jedoch auf einer teilweise anderen Trasse realisiert.